# Wereldkampioenschappen BMX 2014
De wereldkampioenschappen BMX 2014 werden van  22 tot en met 27 juli georganiseerd in Rotterdam, Nederland.

## Medailles

### Mannen
| Onderdeel        | Goud | Goud           | Zilver | Zilver         | Brons | Brons           |
| ---------------- | ---- | -------------- | ------ | -------------- | ----- | --------------- |
| BMX elite        | AUS  | Sam Willoughby | CAN    | Tory Nyhaug    | GBR   | Tre Whyte       |
| BMX junioren     | NED  | Niek Kimmann   | USA    | Sean Gaian     | FRA   | Romain Racine   |
| Tijdrit elite    | AUS  | Sam Willoughby | USA    | Corben Sharrah | FRA   | Joris Daudet    |
| Tijdrit junioren | NED  | Niek Kimmann   | USA    | Collin Hudson  | AUS   | Brandon Te Hiko |

### Vrouwen
| Onderdeel        | Goud | Goud                              | Zilver | Zilver                            | Brons | Brons              |
| ---------------- | ---- | --------------------------------- | ------ | --------------------------------- | ----- | ------------------ |
| BMX elite        | COL  | Mariana Pajón                     | USA    | Alise Post                        | NED   | Laura Smulders     |
| BMX junioren     | ECU  | Domenica Michelle Azuero Gonzalez | USA    | Shealen Reno                      | RUS   | Tatiana Kapitanova |
| Tijdrit elite    | NED  | Laura Smulders                    | AUS    | Caroline Buchanan                 | COL   | Mariana Pajón      |
| Tijdrit junioren | FRA  | Sandie Thibaut                    | ECU    | Domenica Michelle Azuero Gonzalez | USA   | Shealen Reno       |

### Medaillespiegel
| Plaats | Land                | Goud | Zilver | Brons | Totaal |
| 1      | Nederland           | 3    | 0      | 1     | 4      |
| 2      | Australië           | 2    | 1      | 1     | 4      |
| 3      | Ecuador             | 1    | 1      | 0     | 2      |
| 4      | Frankrijk           | 1    | 0      | 2     | 3      |
| 5      | Colombia            | 1    | 0      | 1     | 2      |
| 6      | Verenigde Staten    | 0    | 5      | 1     | 6      |
| 7      | Canada              | 0    | 1      | 0     | 1      |
| 8      | Verenigd Koninkrijk | 0    | 0      | 1     | 1      |
| 8      | Rusland             | 0    | 0      | 1     | 1      |
| Totaal | Totaal              | 8    | 8      | 8     | 24     |

1996 ·
1997 ·
1998 ·
1999 ·
2000 ·
2001 ·
2002 ·
2003 ·
2004 ·
2005 ·
2006 ·
2007 ·
2008 ·
2009 ·
2010 ·
2011 ·
2012 ·
2013 ·
2014 ·
2015 ·
2016 ·
2017 ·
2018 ·
2019 ·
2021 ·
2022 ·
2023